# زحاف بن زحر الطائي
زحاف بن زحر الطائي (ق 55 هـ / 674م) من رؤساء الخوارج، خرج على معاوية بن أبي سفيان في البصرة وكان معه ابن خالته قريب بن مرة الأزدي في ثمانين رجلاً من الخوارج، فوجه إليهما عبيد الله بن زياد والي العراق لمعاوية جيشاً بقيادة القائد عباد بن الحصين التميمي فحاربهما وظفر بهما وقتلهما مع جميع أصحابهما، وبعث بروؤسهم إلى ابن زياد. قال عبد القاهر البغدادي: «خرج قريب بن مرة على عبيد الله بن زياد وخرج عليه أيضاً زحاف بن زحرٍ الطائي واستعرضا الناس في الطريق بالسيف، فأخرج ابن زياد إليهما عباد بن الحصين التميمي في جيشٍ فقتل أولائك الخوارج».